# Martial Van Schelle
Martial Van Schelle, Martial van Schelle (ur. 6 lipca 1899 w Merksplas, zm. 15 marca 1943 w Breendonk) – belgijski bobsleista, pływak, lotnik i biznesmen. Uczestniczył zarówno na letnich, jak i zimowych igrzyskach olimpijskich jako reprezentant Belgii. Podczas II wojny światowej schwytany przez nazistów i stracony w obozie koncentracyjnym.

## Życiorys
Był synem prawnika Alberta Van Schelle i Annie Fowler z Illinois. Urodził się w Belgii, ale w 1910 roku wyjechał z matką do USA. Po wybuchu I wojny światowej podjęli decyzję o pozostaniu w USA i zamieszkaniu z rodziną matki w Illinois. W 1915 roku matka Martiala postanawia wrócić do Belgii parowcem Lusitania. Udaje jej się przeżyć katastrofę statku, który zostaje zatopiony 7 maja 1915 roku. Wraca do USA statkiem parowym Arabic II, który 19 sierpnia 1915 roku zostaje trafiony torpedą u wybrzeży Irlandii. Po raz drugi udaje jej się uratować. W październiku 1915 roku wraca do USA, gdzie działa na rzecz Czerwonego Krzyża. W lutym 1917 roku umiera w Springfield. Jako 17 latek Martial wstępuje do armii USA i w 1918 roku bierze udział w walkach na terenie Europy. Po wojnie podejmują wraz z ojcem decyzję o powrocie do Belgii.

### Kariera sportowa
Będąc członkiem Washington Swimming Club wygrał zawody pływackie w 1917 roku. W 1923 roku prowadził kursy kraula w Polsce m.in. w Warszawie i Krakowie. Martial wziął udział w trzech letnich igrzyskach olimpijskich, uzyskując najlepsze miejsce 10. w sztafecie w stylu wolnym mężczyzn 4 × 200 m w Paryżu w 1924 roku.
Dwukrotnie brał udział w zawodach o Puchar Gordona Bennetta, zajmując piąte miejsce w 1933 roku i siódme w 1938 roku.
Podczas Zimowych Igrzysk Olimpijskich 1936 w Garmisch-Partenkirchen Van Schelle startował w bobslejach. Ukończył na piątym miejscu w czwórkach i na dziewiątym w dwójkach.

### Kariera biznesowa
Był właścicielem sklepu z artykułami sportowymi w Brukseli zdobywając amerykański patent na rakietę tenisową w 1935 roku. Później został właścicielem dwóch lodowisk w Brukseli w latach 1933–1935, pozostając właścicielem do czasu aresztowania przez nazistów 15 stycznia 1943 r. W 1935 roku otworzył restaurację i basen z wodą morską w Westende noszący nazwę Lac Aux Dames.

### Śmierć
Podczas II wojny światowej został aresztowany przez Niemców i wywieziony do obozu koncentracyjnego Breendonk. 15 marca 1943 roku Van Schelle został stracony przez rozstrzelanie.